# Еррол Маск
Еррол Маск (нар. 1946) — південноафриканський політик у відставці, інженер-електромеханік, пілот, моряк, консультант і забудовник, який колись був співвласником смарагдової копальні в Замбії біля озера Танганьїка. Він є батьком бізнес-магната та мільярдера Ілона Маска, ресторатора Кімбала Маска та режисерки Тоски Маск. Був одружений із Мей Маск, а також із Гайде Маск (уроджена Безуйденгаут), з якою мав двох дітей — Олександру й Роуз Маск.

## Раннє життя й освіта
Еррол Маск народився 1946 року в Преторії в родині Волтера Генрі Джеймса Маска та Кори Амелії Робінсон. Його батько був південноафриканським ветераном Другої світової війни, а мати — британкою. Бабуся була першою мануальною терапевткою в Канаді.

## Кар'єра
Маск працював пілотом, моряком, інженером-електриком, інженером-механіком, консультантом і забудовником, перш ніж піти на пенсію.
Він був співвласником смарагдової копальні на озері Танганьїка в Замбії, яку купив за 40 000 фунтів стерлінгів, після продажу літака за 80 000 фунтів стерлінгів. У 2018 році в інтерв'ю Business Insider Маск заявив, що після придбання смарагдової копальні «у нас було стільки грошей, що ми навіть не змогли закрити свій сейф». У листопаді 2022 року було розвінчано попередні чутки про зв'язок шахти з рабством і апартеїдом.
В інтерв'ю The New York Times Еррол стверджує, що був обраний до міської ради Преторії в 1972 році як представник Прогресивної партії проти апартеїду.
Заяви Еррола Маска про те, що він інвестував у програмну компанію Zip2 свого сина, Ілон Маск відкинув.

## Особисте життя
Маск познайомився з Мей Халдеман, коли їй було близько 11 років; вони залишалися друзями дитинства до одруження в 1970 році. У них троє дітей: Ілон Рів Маск (народився 28 червня 1971 року), Кімбал Рів Маск (народився 20 вересня 1972 року) і Тоска Маск (народилася 20 липня 1974). Сім'я жила в Преторії, де Мей працювала дієтологом і моделлю. Маск сказав Agence France-Presse, що був суворим батьком, який виховував своїх дітей у дисципліні та суворості. Після зради Еррола, Мей розлучилися з чоловіком у 1979 році. Пізніше жінка заявила, що Еррол бив її. Вона взяла під опіку всіх трьох дітей, хоча пізніше Ілон Маск і Кімбал переїхали жити до батька.
У 1998 році Еррол застрелив трьох із шести або семи грабіжників, які проникли в його будинок у Йоганнесбурзі та відкрили вогонь, коли їх помітили.
Хоча у 2022 році The Telegraph і Cosmopolitan повідомили, що Маск був одружений на Гайде Безуйденгаут вісімнадцять років, він сказав в австралійському радіошоу The Kyle and Jackie O Show, що шлюб тривав лише два роки. Під час стосунків у них народилося двоє дітей, Маск також допомагав виховувати доньку Гайде від попередніх стосунків — Яну Безуйденгаут. На початку шлюбу Яні було чотири роки, і вона жила з подружжям. Пізніше, після розлучення з Гайде, у Маска народилися ще двоє дітей — від Яни, його падчерки, а саме син 2017 року народження та донька 2019 року народження. Першу дитину Маск назвав незапланованою. На момент народження доньки, за даними The Times, Ерролу Маску було 72, а Яні Безуйденгаут — 30 років. Станом на 2022 рік Маск і Яна більше не жили разом. У Маска загалом семеро дітей.